# Kolaps vlnové funkce
V kvantové mechanice se kolapsem vlnové funkce rozumí její redukce ze superpozice několika vlastních stavů měřených veličin na jeden z těchto vlastních stavů. Jde o neunitární časový vývoj v důsledku interakce s pozorovatelem. Není tím myšleno, že by samotné pozorování ovlivňovalo realitu. Pokud chceme zjistit hybnost nebo směr částice, je k tomu zapotřebí například proud fotonů, cívka či cokoliv jiného, co je schopné měření provést. Námi pozorovaná částice se dostane do kontaktu s "okolním světem". Pokud tedy částice začne interagovat s jinou částicí, tak vlnová funkce zkolabuje.
Časový vývoj vlnové funkce izolovaného systému se řídí Schrödingerovou rovnicí (nebo jejími relativistickými ekvivalenty, viz např. Diracova rovnice). Tato dynamika zachovává informaci o původním stavu, protože z aktuálního stavu lze určit jak stav budoucí, tak stav předchozí. Pokud na systému provádíme měření, které může nabývat několika možných výsledků, vždy (s danou pravděpodobností) naměříme jen jeden z možných výsledků. Během tohoto procesu, zvaného kolaps vlnové funkce, se informace o původním stavu nezachovává. Stále diskutovaným problémem je, zda je kolaps vlnové funkce fundamentálním fyzikálním jevem, jak tvrdí např. Kodaňská interpretace kvantové mechaniky, nebo zda jde o důsledek vzniku korelace mezi kvantovým stavem pozorovatele a pozorovaného objektu, tedy zda vzniká v důsledku dekoherence. Jsou však i jiné interpretace kvantové mechaniky. Lze ale i říci, že nejde o fyzikální jev, ale obecněji o matematickou podmíněnou pravděpodobnost.

## Matematika

### Měření
Vlnovou funkci {\displaystyle \scriptstyle |\psi (t)\rangle } můžeme zapsat v bázi vlastních funkcí měřených veličin {\displaystyle \scriptstyle |A_{i}\rangle }, které jsou navzájem ortogonální ({\displaystyle \scriptstyle \langle A_{j}|A_{i}\rangle =\delta _{ij}}).
{\displaystyle |\psi (t)\rangle =\sum _{i}a_{i}(t)|A_{i}\rangle ,}
kde {\displaystyle \scriptstyle a_{i}(t)\equiv \langle A_{i}|\psi (t)\rangle } jsou komplexní čísla zvaná amplitudy pravděpodobnosti.
Potom provedeme-li na daném systému měření, přejde vlnová funkce na jednu z vlastních funkcí operátorů měřených veličin
{\displaystyle |\psi (t)\rangle \Rightarrow |A_{i}\rangle }
s pravděpodobností
{\displaystyle p_{i}(t)=|a_{i}(t)|^{2}/\langle \psi (t)|\psi (t)\rangle }.

### Kolaps z pohledu teorie dekoherence
Pokud chceme zahrnout do svých úvah interakci s pozorovatelem, nebo s širším okolím, není možné uvažovat jen vlnovou funkci studovaného systému, protože celým systémem je striktně vzato systém plus jeho okolí - vlnová funkce podsystému již nenese plnou informaci. Potom počáteční stav můžeme napsat jako
{\displaystyle |\Psi (t_{0})\rangle =|O_{0}(t_{0})\rangle \left(\sum _{i}a_{i}(t_{0})|A_{i}\rangle \right),}
kde {\displaystyle \scriptstyle |\Psi _{0}\rangle } představuje celkovou vlnovou funkci okolí a systému, {\displaystyle \scriptstyle |O_{0}\rangle } je vlnová funkce okolí v čase {\displaystyle \scriptstyle t_{0}} a zbylý součin je vlnová funkce {\displaystyle \scriptstyle |\psi (t_{0})\rangle }. Pokud existuje mezi okolím a systémem nějaká interakce, nezůstane během časového vývoje {\displaystyle \scriptstyle |\Psi _{0}\rangle } ve tvaru direktního součinu, ale dojde ke kvantovému provázání (entanglementu)
{\displaystyle |\Psi (t)\rangle =\sum _{i}a_{i}(t)|O_{i}(t)\rangle |A_{i}\rangle .}
Dále předpokládáme, že jakmile se vlnové funkce okolí {\displaystyle \scriptstyle |O_{i}(t)\rangle } dostatečně odliší, začnou být na sebe kolmé, tedy
{\displaystyle \langle O_{i}(t)|O_{j}(t)\rangle =\delta _{ij}.}
Potom je vidět, že pokud jsme jako pozorovatelé popsáni stavem {\displaystyle \scriptstyle |O_{i}(t)\rangle }, systém bude ve stavu {\displaystyle \scriptstyle |A_{i}\rangle }. Srovnáme-li tuto skutečnost s faktem, že pokud jsme byli jako pozorovatelé popsáni stavem {\displaystyle \scriptstyle |O_{0}(t_{0})\rangle } (pozorovatel, který se systémem nepřišel do styku a tedy nepozoroval), kdy byl stav systému dán superpozicí {\displaystyle \scriptstyle \sum _{i}a_{i}(t_{0})|A_{i}\rangle }, vidíme, že pozorováním došlo k redukci stavu. Zároveň dokážeme i odvodit Bornovo pravidlo, protože podmíněná pravděpodobnost, že my jako pozorovatelé se nacházíme ve stavu {\displaystyle \scriptstyle |O_{i}(t)\rangle } za předpokladu, že systém je ve stavu {\displaystyle \scriptstyle |A_{i}\rangle } je
{\displaystyle P=\langle \Psi (t)|A_{i}\rangle \langle A_{i}|\Psi (t)\rangle =|a_{i}|^{2}.}
Tato úvaha je základem tzv. Interpretace mnoha světů. Jednotlivé světy jsou vlastně vlnové funkce {\displaystyle \scriptstyle |O_{i}(t)\rangle |A_{i}\rangle } podílející se v superpozici na celkové vlnové funkci vesmíru, která kolapsem nikdy neprochází.